# Пайн Тауншип (округ Мерсер, Пенсільванія)
Пайн Тауншип (англ. Pine Township) — селище (англ. township) в США, в окрузі Мерсер штату Пенсільванія. Населення — 4806 осіб (2020).

## Демографія
Згідно з переписом 2010 року, у селищі мешкало 5150 осіб у 1847 домогосподарствах у складі 1313 родин. Було 1945 помешкань
Расовий склад населення:
| - 91,0 % — білих - 6,4 % — чорних або афроамериканців - 0,9 % — азіатів |

До двох чи більше рас належало 1,1 %. Частка іспаномовних становила 1,6 % від усіх жителів.
За віковим діапазоном населення розподілялося таким чином: 27,4 % — особи молодші 18 років, 53,4 % — особи у віці 18—64 років, 19,2 % — особи у віці 65 років та старші. Медіана віку мешканця становила 43,0 року. На 100 осіб жіночої статі у селищі припадало 111,2 чоловіків;  на 100 жінок у віці від 18 років та старших — 92,4 чоловіків також старших 18 років.
Середній дохід на одне домашнє господарство  становив 67 326 доларів США (медіана — 51 250), а середній дохід на одну сім'ю — 77 781 долар (медіана — 70 313). Медіана доходів становила 56 629 доларів для чоловіків та 31 816 доларів для жінок. За межею бідності перебувало 6,6 % осіб, у тому числі 11,2 % дітей у віці до 18 років та 4,0 % осіб у віці 65 років та старших.
Цивільне працевлаштоване населення становило 2374 особи. Основні галузі зайнятості: освіта, охорона здоров'я та соціальна допомога — 26,5 %, роздрібна торгівля — 17,6 %, мистецтво, розваги та відпочинок — 11,4 %, виробництво — 10,2 %.